# 마리아 (2024년 영화)
《마리아》(Maria)는 2024년 개봉한 전기 드라마 영화로, 파블로 라라인이 감독을 맡았다. 오페라 가수 마리아 칼라스의 삶을 다룬 작품으로, 배우 안젤리나 졸리가 주인공 마리아 역을 맡았다. 제81회(2024년) 베네치아 영화제 황금사자상 경쟁후보작이다.

## 출연진
- 안젤리나 졸리 - 마리아 칼라스 역 (아역: 아겔리나 파파도풀루)
- 발레리아 골리노 - 야킨티 칼라스 역
- 할루크 빌기네르 - 애리스토틀 오나시스 역
- 알바 로르바케르[3] - 브루나 루폴리 역
- 피에르프란체스코 파비노[4] - 페루치오 탈리아비니 역
- 코디 스밋맥피 - 맨드랙스 역
- 알레산드로 브레사넬로 - 조반니 바티스타 메네기니 역
- 카스파르 필립손 - 존 F. 케네디 역
- 수지 케네디 - 마릴린 먼로 역
- 미상 - 재클린 케네디 오나시스 역

## 참고 사항
- 넷플릭스: 2024년 12월 11일 공개
- 안젤리나 졸리는 역할을 위해 7달간 오페라 훈련을 받았고, 90~95%는 실제 마리아 칼라스의 음성으로 채워졌다고 한다.[5]
- 미국에서는 넷플릭스가 배급을 맡았는데, 미국 넷플릭스에서 한국어 설정 계정으로 영화를 보면 제목이 '마리아 칼라스'로 뜬다. 미국 배급사인 넷플릭스와 한국 배급사인 판씨네마가 서로 다른 한국어 제목을 밀고 있는 것. 에밀리아 페레즈와 비슷한 상황이다.